# Olga Skobeleva
Olga Nikolaïevna Skobeleva  (en russe : Ольга Николаевна Скобелева), née Olga Nikolaïevna Poltsavtseva (1823-1880). Fille d'aristocrates terriens, elle épousa dans sa jeunesse le futur général Dmitri Ivanovitch Skobelev (1821-1879). 
Elle fut, avec son mari, une éducatrice attentive pour son fils Mikhaïl qui devint le célèbre « général blanc », héros des conquêtes russes en Asie centrale. Elle fut également la mère de Zénaïda Skobeleva (1856-1899), deuxième épouse du prince Eugène de Leuchtenberg. 
Pendant la guerre russo-turque de 1877-1878, elle créa la branche bulgare de la Croix-Rouge et s'établit dans la péninsule balkanique, tandis que son fils participait à la guerre. Elle ouvrit alors des hôpitaux militaires.
Elle se préoccupait aussi de la pauvreté des paysans chrétiens de Roumélie et de Bulgarie, après la chute de l'Empire ottoman dans ces régions. Son but était de créer à Philippopolis, aujourd'hui Plovdiv, un orphelinat de 250 places. Elle en jeta les bases et réunit les fonds. Elle voulait aussi fonder pour les orphelins dont les parents avaient été tués par les Bachi-bouzouks et les Tcherkesses des écoles et d'autres orphelinats, ainsi qu'une église en mémoire de son mari. Sa popularité fut grande à cette époque, chez les Slaves des Balkans.
Le 6 juin 1880, en compagnie d'une petite suite, elle se trouvait dans les environs de Philipopolis, en route vers Tchirpan, afin d'étudier la possibilité de faire construire une école. Un groupe s'approcha d'elle dans le but de la voler, mais elle eut la gorge tranchée. Le policier Ouzartis, compromis dans l'assassinat, se suicida. Un mémorial fut érigé à l'endroit du crime.